# هالز گپ
هالز گپ (به انگلیسی: Halls Gap) یک شهرک در استرالیا است که در ویکتوریا (استرالیا) واقع شده‌است.